# القوى التنافسية الخمسة لمايكل بورتر

القوى التنافسية الخمسة

القوى التنافسية الخمسة لبورتر    هي إطار تحليلي يستخدم في تقييم استراجيات الأعمال والأسواق. ويمكن استخدام هذا الإطار كأداة تحليل للمميزات التنافسية والعلاقة المتبادلة مع السوق. وهذه الأداة تقارن محيط العمل أو بيئة العمل الداخلية مع البيئة الخارجية على نطاقها الأوسع.
ويعتمد هذا التحليل على أنه إذا تغيرت إحدى هذه القوى فلابد من إعادة تقييم المؤسسة وسوق العمل المرتبط بأداءها. ليس فقط ولكن أيضًا استخدامها في محاكاة تغيير هذه القوى الخمسة وما قد يترتب عليها في محيط العمل والأسواق المحيطة. وتعد هذه الطريقة إحدى الطرق الذكية للتخطيط ضد مخاطر سوق العمل والتغيير المفاجئ في مجريات العمل والقوى الخمسة هي:
- المنتجات البديلة
- المنافسون الجدد
- حدة المنافسة من الخصوم
- قدرة المشترين على المساومة
- قدرة الموردين على المساومة

## القوى الخمسة

### تهديد المنتجات البديلة إن وجود منتجات بديلة خارج نطاق المنتج التنافسي العام يزيد من ميول المستهلكين إلى السلع البدائل.
- نزوح المشترين إلى السلع البديلة.
- أالمنافسة السعريه للبضائع البديلة.
- تكلفة الفرصة البديله التي يتكبدها المشتري.
- مدى تمايز المنتجات في تصور المشتري.

### التهديد من دخول منافسين جدد
الأسواق المربحة التي تدر عوائد عالية تجتذب الشركات. وهذا يخلق وجود العديد من الشركات المنافسة في السوق مما يتسبب بانخفاض الربح الجزئي للشركة. وما لم يتم الحد من دخول شركات جديدة من قبل الشركات التي تشغل السوق، فإن معدل الربح سينخفض إلى مستوى تنافسي مثل ذلك في (الاسواق التنافسية المثالية).
- وجود حواجز للدخول (براءات الاختراع، والحقوق، الخ.)
- اقتصاديات اختلافات المنتج.
- العلامة التجارية.
- تكاليف التبديل وتكاليف التعمق.
- متطلبات رأس المال.
- إمكانيات الولوج إلى قنوات التوزيع.
- ايجابيات ومنافع التكلفة المطلقة.
- ايجابيات ومنافع منحنى التعلم
- ردة الفعل الانتقامي المتوقعة من جانب شاغلي السوق الحاليين.
- السياسات الحكومية.

### حدة المنافسة من الخصوم
في معظم الصناعات تعد المنافسة من الخصوم المحدد الرئيسي لقدرة الشركة التنافسية في الصناعة والمجال الذي ستنافس فيه.أحيانا المنافسين يتنافسون بشكل عدائي وأحيانا المنافسين يتنافسون في مجالات غير السعر مثل المنافسة في الابداع والتسويق وغيرها من المجالات.
- تفاوت وتناوب الافراط في الصناعة.
- عوائق أمام الخروج من السوق.
- التعقيد في المعلومات وعدم التناظر.
- اقتصاديات الحجم الكبير
- مستوى تكلفة الاعلانات.'
- التوفيرات في التكاليف لاحجام السلع الكبيرة.
- الميزة التنافسية المستمدة من خلال الارتجال.

### القوة التفاوضية للعملاء
أو ما تعرف أيضا بالقدرة التفاوضية لسوق النواتج. قدرة العملاء على وضع الشركة تحت ضغط ما يؤثر أيضا على حساسية الزبائن للتغيرات في الأسعار.
- نسبة المشترين إلى الشركة.
- درجة الاعتماد على قنوات التوزيع القائمة.
- مدى نفوذ المساومة وبخاصة في الصناعات التي تكون التكاليف الثابتة عالية فيها.
- حجم شريحة المشترين.
- تكلفة التبديل للمشترين بالمقارنة مع تكلفة الشركة للتبديل.
- مدى توافر المعلومات للمشتري.
- قدرة الشركة على الدمج الخلفي.
- توافر المنتجات البديلة.
- مدى حساسية المشتري إلى التغيرات بالأسعار.
- الميزات الفريدة لمنتجات الصناعة المختلفة.
- تحليل حداثة العمليات الشرائية، ترددها وتكرارها، والقيمة المالية.

### القوة التفاوضية للموردين
أو ما توصف أحيانا بالقدرة التفاوضية لسوق المدخلات. موردي المواد الخام، والمكونات، والعمالة، والخدمات (مثل الخبراء) للشركة يمكن أن يشكلوا مصدر قوى تضغط على الشركة. فالموردين قد يرفضون العمل مع الشركة، أو على سبيل المثال يفرضون أسعار باهظة للموارد الخاصة والمهمة.
- تكاليف التبديل للموردين بالمقارنة تكاليف التبديل للشركة.
- درجة التمايز لمدخلات الصناعة.
- توافر مدخلات بديلة.
- نسبة الموردين إلى الشركات.
- تضامن الموظفين (مثل النقابات العمالية).

## الانتقادات الموجهة إلى نموذج التحليل للقوى الخمس
تعرض نموذج بورتر للتحدي والانتقادات من قبل العديد من الأكادميين والخبراء الاستراتيجيين امثال "ستيوارت نييل" و"كيفين كوين" و" سومو سوبرامانيام الذين ذكروا ان النموذج التحليلي بني على فرضيات متخلخلة، وهي:
- أن المشترين، المنافسين، والموردين لا يتفاعلون مع بعضهم البعض ولا يتواطؤن.
- ان مصدر القيمة المضافة هيكلي وتنظيمي (خلق حواجز أمام دخول).
- ان الغموض السوق المنخفض يسمح للمشاركين في السوق التخطيط والاستجابة للسلوك التنافسي فيه.

ومن الامتدادات المهمة لأعمال بورتر وجدت في أعمال "براندنبورغ" و"نالبوف" في منتصف 1990. فباستخدام نظرية اللعبة، أضافوا مفهوم المكملين واعتبروها (القوة السادسة)، الأمر ساعد على تفسير وتوضيح الأسباب الكامنة وراء التحالفات الاستراتيجية. كثيرا ما يعود فضل فكرة المكملين كقوة سادسة" لأندرو غروف" الرئيس التنفيذي السابق لشركة "إنتل". ووفقا لكثير من المراجع، القوة السادسة هي الحكومة أو الجمهور. ففي أثناء وجود "مارتن "ريتشارد جومز" في منصبه كمستشار لمجموعة "بول " طور نموذج لقوى خمس اضافية وذلك بالاعتماد على نموذج بورتر. فكان يعتبر نموذج "جونز" الحكومة المحلية والعالمية بالإضافة إلى المجموعات الضاغطة القوى السادسة. فكان هذا النموذج نتيجة العمل الذي قام به "جونز" كجزء من المجموعة المبادرة لتنظيم إدارة المعلومات.
كما وجه للنموذج التحليلي لبورتر انتقاد كونه غير مجدي في تقييم مدى جاذبية الأسواق الصناعية التي تستقل عن الموارد التي تجلبها الشركات. وبالتالي يزعم أن يقترن هذا النموذج بنظرية «المنظور المستند على الموارد» حتى يتسنى للشركة وضع إستراتيجية سليمة أكثر.